# رونال البربري
رونال البربري (بالدنماركية: Ronal barbaren)‏ هو فيلم رسوم متحركة بالغين ثلاثي الأبعاد دنماركي تم إنتاجه في سنة 2011 وهو من إخراج كريستن فيستبيرغ وبطولة ثير لاندهارد ولارس بوم وأول إرنست وبريجيت نيلسن وسفين أول تيرسن ولارس ميكلسن ورون كلان ولويس لومباردي ودي سنايدر ولارك وينتر أندرسن تم توزيع الفيلم عن طريق شركة نوردسك للافلام.

## القصة
قصة الفيلم تعتبر تهكم لكونان البربري، تتكلم قصة الفيلم عن قرية في ميتالونيا تسكنها أقوى القبائل البربرية ويتواجد معهم رونال الذي يعتبر أضعف والأكثر كسل بين قبيلته، في يوم من الأيام يتم قتل أفراد قبيلته من قبل اللورد فولكازار فيعد رونال أحد ضحايا قبيلته بالانتقام.

## وصلات خارجية
- رونال البربري على موقع IMDb (الإنجليزية)
- رونال البربري على موقع ألو سيني (الفرنسية)
- رونال البربري على موقع Turner Classic Movies (الإنجليزية)
- رونال البربري على موقع أول موفي (الإنجليزية)
- رونال البربري على موقع فيلمافينيتي (الإسبانية)
- رونال البربري على موقع قاعدة بيانات الفيلم (الإنجليزية)
- رونال البربري على موقع ليتربوكسد (الإنجليزية)
- رونال البربري على موقع كينوبويسك (الروسية)

- رونال البربري على قاعدة بيانات الأفلام على الإنترنت
- رونال البربري على موقع الطماطم الفاسدة